# Cor d'harmonie
Pour les articles homonymes, voir Cor (musique).
 (avril 2017).
Si vous disposez d'ouvrages ou d'articles de référence ou si vous connaissez des sites web de qualité traitant du thème abordé ici, merci de compléter l'article en donnant les références utiles à sa vérifiabilité et en les liant à la section « Notes et références ».
Le cor d'harmonie est un instrument à vent de la famille des cuivres. C'est la version moderne du cor à pistons inventé au XIXe siècle sur la base du cor naturel.
Il est caractérisé par son embouchure, sa perce conique qui lui confère un son doux et riche en harmoniques, son large pavillon et un ensemble de palettes permettant à l'exécutant de modifier instantanément la longueur, et donc l'accord, de l'instrument.
Le musicien qui joue du cor est un corniste (à ne pas confondre avec le cornettiste qui joue du cornet à bouquin ou du cornet à piston ou encore le choriste qui fait partie d'une chorale).
Le cor moderne ou cor d'harmonie est présent dans les orchestres symphoniques, de nombreux ensembles de musique de chambre et dans les orchestres d'harmonie ; il est par ailleurs souvent sollicité dans les musiques de films de toutes sortes, pour les dessins animés et les bruitages. Il est utilisé plus rarement dans le jazz.
L'embouchure du cor est de petite taille et de forme intérieure conique, différente de celles de la trompette et du trombone qui sont hémisphériques et plus larges. Cette forme conique se retrouve tout le long du tube jusqu'au niveau du pavillon, tout comme le sont le cornet à piston ou les saxhorns. Cette perce donne de la douceur au son, contrairement à la perce cylindrique des cuivres comme la trompette, qui produit un son plus brillant.
Le corniste produit les notes de la gamme par vibration des lèvres sur l'embouchure. Sa main gauche active trois ou quatre palettes (ou plus rarement pistons), pour changer la hauteur du son. La main droite est placée dans le pavillon pour soutenir l'instrument. Elle permet également d'arrondir le son, d'en corriger la hauteur ou d'effectuer des sons bouchés. L'instrumentiste peut aussi être amené à utiliser une sourdine placée dans le pavillon pour obtenir un timbre plus sourd, mais pas forcément dans le but d'atténuer le son.
À son plus fort, le cor d’harmonie peut atteindre entre 80 et 96 décibels, l'un des cuivres les plus bruyants d'un orchestre.

## Histoire

### Les ancêtres
Les premiers cors furent réalisés à partir de tuyaux coniques naturels, comme des cornes d'animaux ou des coquillages.
Le cor a d'abord été conçu pour émettre des signaux d'avertissement codés, communiquer des messages, à des fins rituelles et magiques[réf. souhaitée].

#### L'olifant

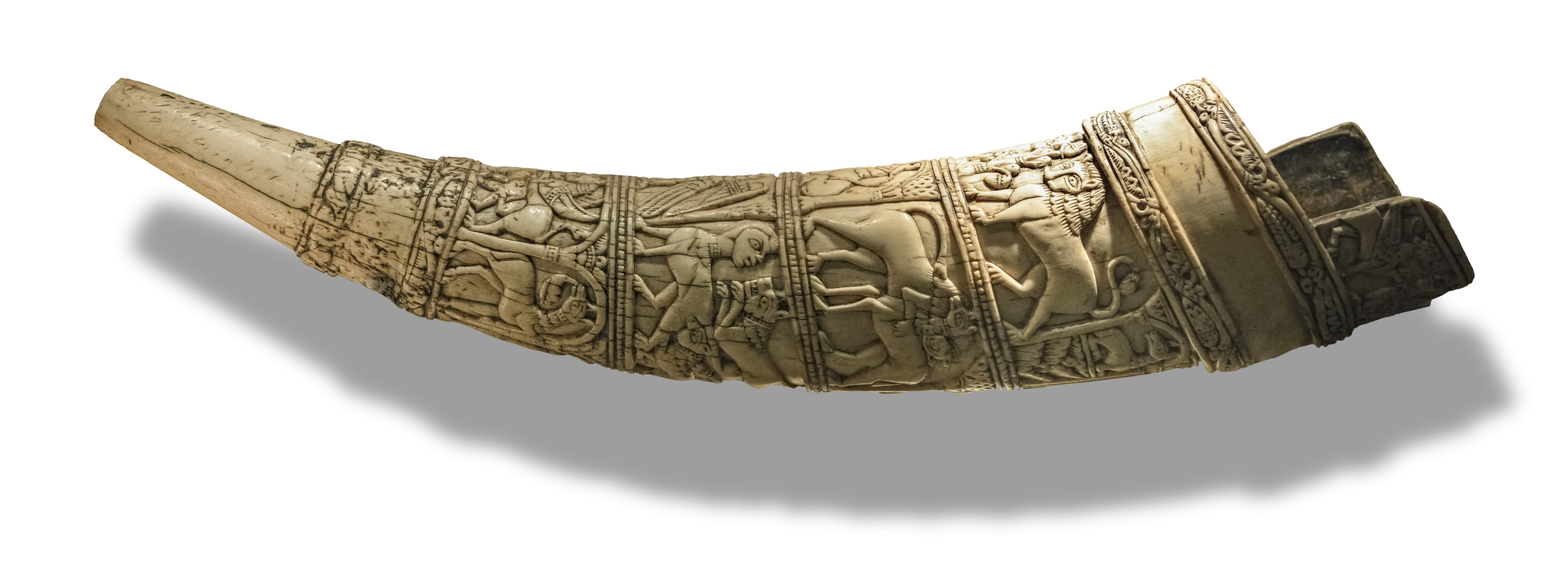
Olifant du XI.

L'olifant est l'ancêtre de tous les cuivres occidentaux, instrument ancien à embouchure parfois fabriqué à partir d'une défense d'éléphant (d'où son nom), mais plus fréquemment à partir d'une corne de bovidé voire en métal. Ne pouvant émettre qu'un seul son, il ne servait que pour les communications, à fins militaires ou cynégétiques.
Ceux qui étaient en ivoire s'appelaient aussi trompes de chevalier.
Au XIIe siècle dans la chanson de Roland, le guerrier Roland appelle au secours en utilisant un cor qui est un olifant.
La corne d'animal est vite remplacée par des tubes conçus par l'homme. Par exemple, les Indiens fabriquaient des trompes droites en bois.

#### Le cor des Alpes

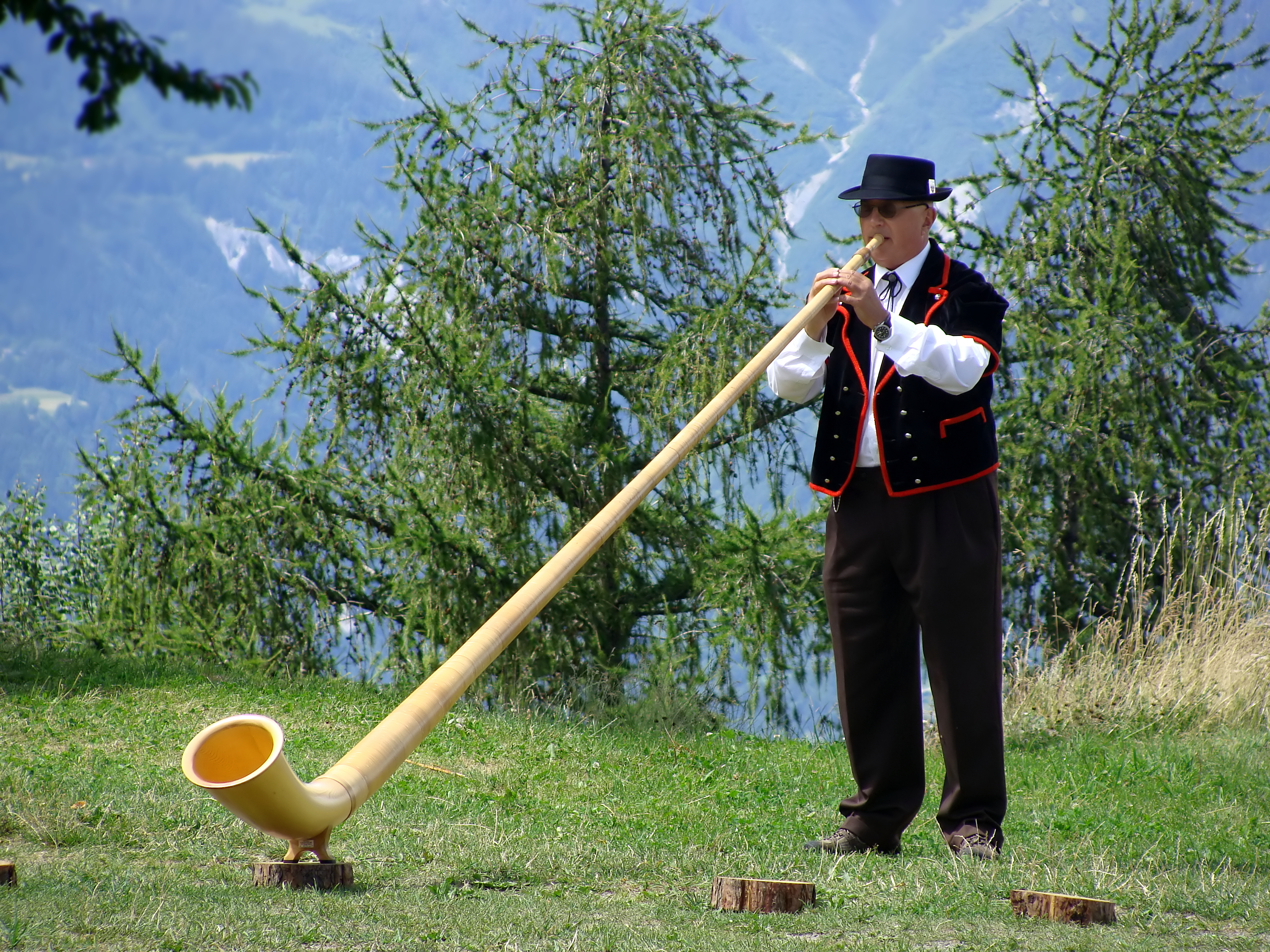
Un joueur de cor des Alpes en Suisse.

Instrument entièrement en bois, le cor des Alpes était déjà connu en Suisse au milieu du XVIe siècle sous le nom de lituus alpinus. Mais on trouve des formes diverses de cor des Alpes un peu partout en Europe centrale.
Dès sa création, par la longueur de son tube supérieure à celle des cors métalliques de l'époque, le cor des Alpes était un instrument avancé, servant à appeler à l'aide.
Le cor a également été utilisé pour la chasse, dans sa célèbre forme de « cor de chasse ». Les nobles s'en servaient pendant la chasse pour communiquer à leurs compagnons leur position, leur état, l'animal qu'ils suivaient… On estime à un millier le nombre de sonneries écrites à l'époque, une pour chaque action (on sonnait le sanglier, le cerf, la poursuite mais aussi l'arrivée devant une rivière, le fait de descendre de cheval…).
Il a ensuite été utilisé au Moyen Âge pour annoncer le moment du repas et pour les marches militaires.
Le cor est un instrument qu'on retrouve beaucoup dans les régions montagneuses de l'Europe, en Finlande, mais aussi dans le Tibet.

### Prémices de modernité
Les premiers matériaux vont être petit à petit abandonnés, pour être remplacés par du métal. Il sera alors possible de lui donner sa forme recourbée. En 1636, le père Mersenne décrit un cor enroulé en 7 spirales qui permet de jouer autant de notes que la trompette, soit seize notes.
Le cor a subi de nombreuses modifications car on le trouvait trop petit au XVIe siècle, puis trop grand sous Louis XIV. C'est enfin sous Louis XV qu'il acquiert sa forme définitive.

#### Le cor baroque

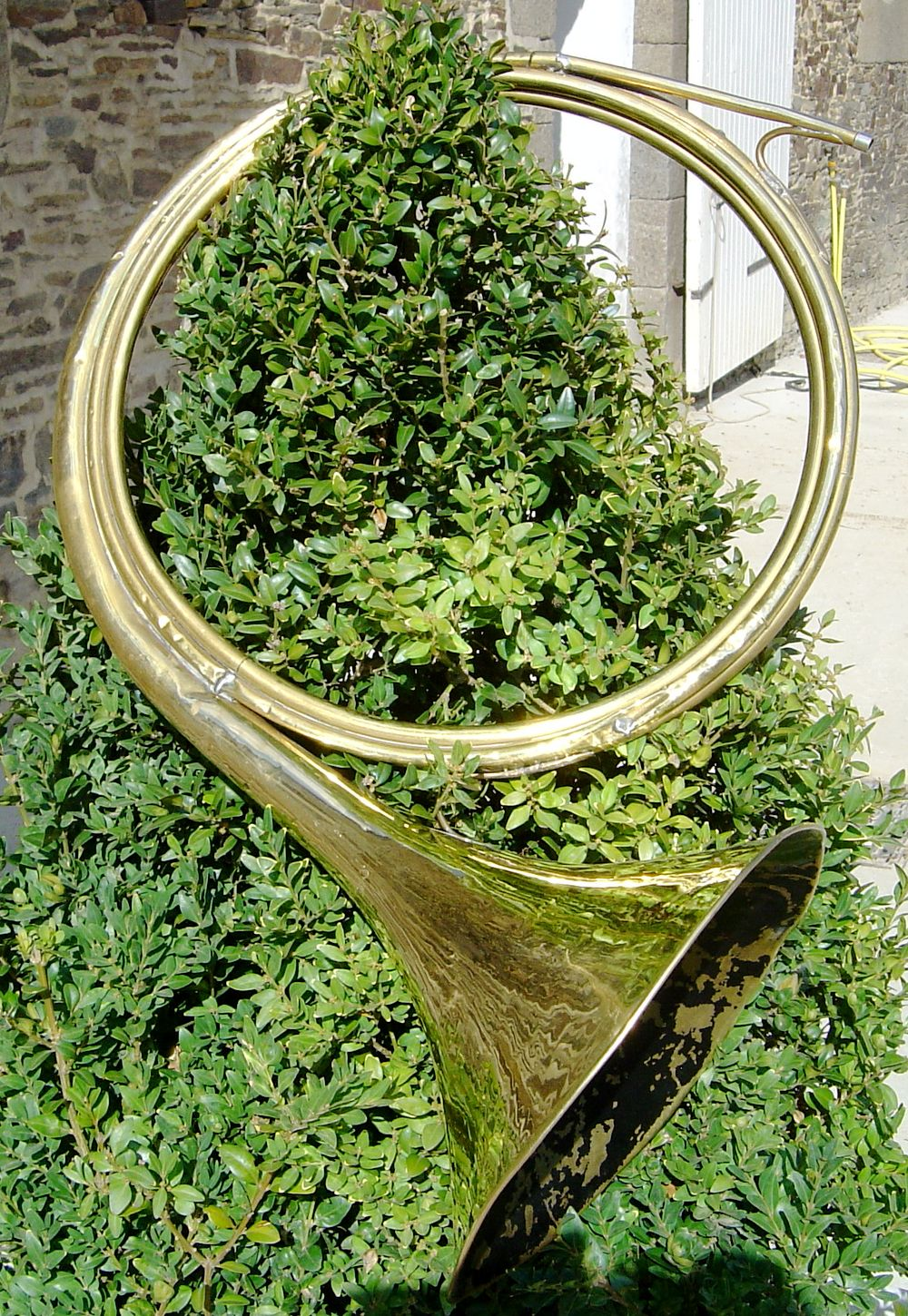
Trompe de chasse.

Également appelé corno da caccia ou cor de chasse, il s'agit de la première apparition du cor dans sa configuration moderne, circulaire, qui soit exploitable, musicalement parlant. Comme son nom l'indique, il fut à l'origine joué à la chasse car venant d'une amélioration des cornes d'appels utilisées jusque-là. La découverte de ses capacités musicales lui permet d'intégrer la musique d'écurie (avec les trompettes) puis la musique de salon.
À l'époque baroque, l'appellation cor de chasse et trompe de chasse désigne le même instrument. Une distinction se fait quand même quant au nom à donner selon l'usage de l'instrument,
- le cor de chasse désignant le cor dans un emploi de musique de salon,
- et la trompe de chasse désignant l'instrument pour jouer les fanfares de chasse.

### L'invention des tons
Dès la guerre de 1741, l'infanterie française commence à utiliser le cor emprunté aux Hanovriens.
À partir du début du XVIIIe siècle commence la période des cors d'invention constituant une transition entre le cor baroque et le cor moderne, durant environ 250 ans. Les premiers sont les cors d'invention naturels.
Au milieu du XVIIIe siècle, les facteurs français ajoutent dans le circuit sonore des segments de tubes supplémentaires (appelés corps de rechange) pour modifier le son fondamental et obtenir de nouvelles séries d'harmoniques.

#### Les cors naturels à tons de rechange

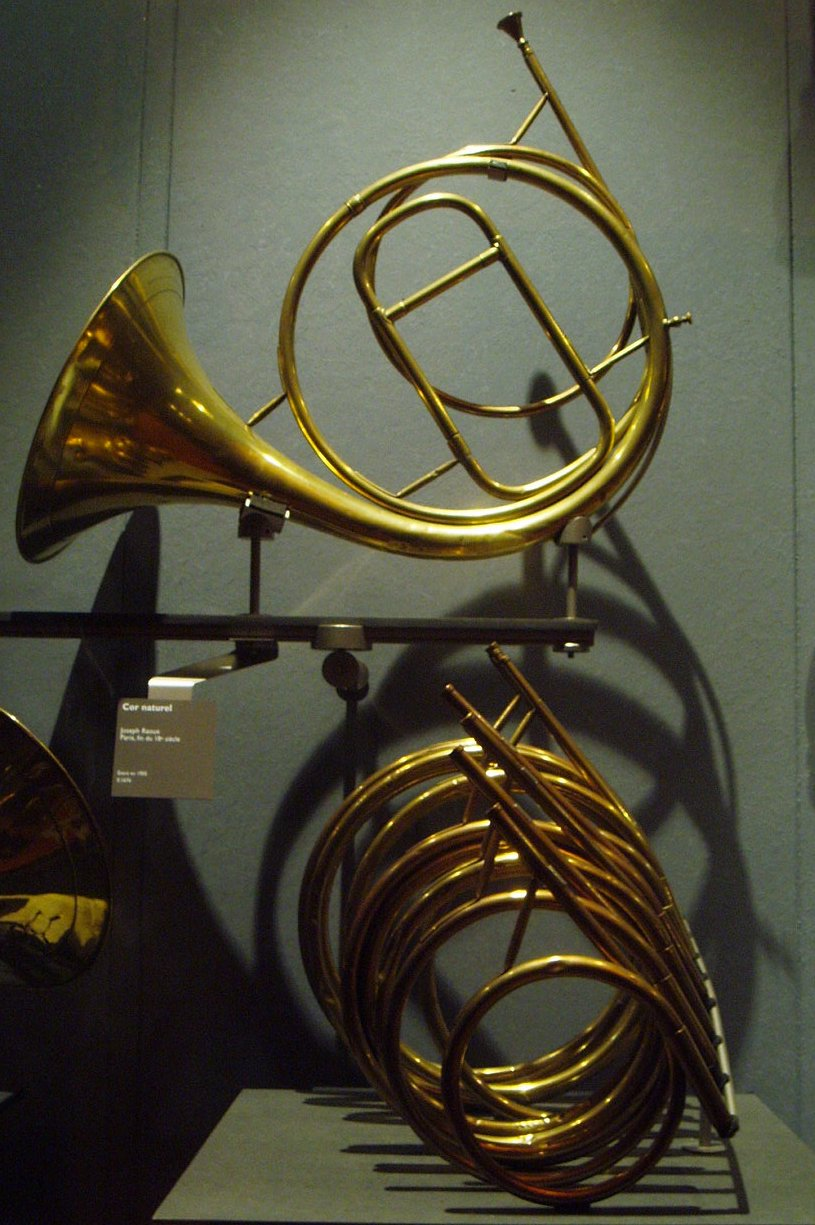
Cor d'invention et ses tons de rechange.

Cette forme d'instrument, aussi appelée cor d'invention, apparaît au début du XVIIIe siècle. La longueur du tube peut être modifiée par l'interchangeabilité de tons, petits bouts de tube de longueur diverses qui s'insèrent entre l'embouchure et l'instrument. On joue les notes intermédiaires en bouchant plus ou moins le pavillon.
Cet instrument possède une coulisse d'accord en son centre. On doit cet ajout au corniste Haempel (lors de la mise au point du « cor solo » avec le concours du facteur dresdois Johann Werner au milieu du XVIIIe siècle).
Le cor naturel est utilisé pendant la période classique et toute la période romantique. Plus tard, lors de l'apparition des pistons, le cor naturel connaîtra de vaillants défenseurs comme Franz Strauss ou Brahms. En France, son apprentissage ne sera supprimé du Conservatoire de Paris qu'au début du XXe siècle lorsque les cors à pistons auront prouvé leur maturité. Aujourd'hui, il existe encore des cors naturels mais très peu d'orchestres en possèdent. 

#### Les cors solo

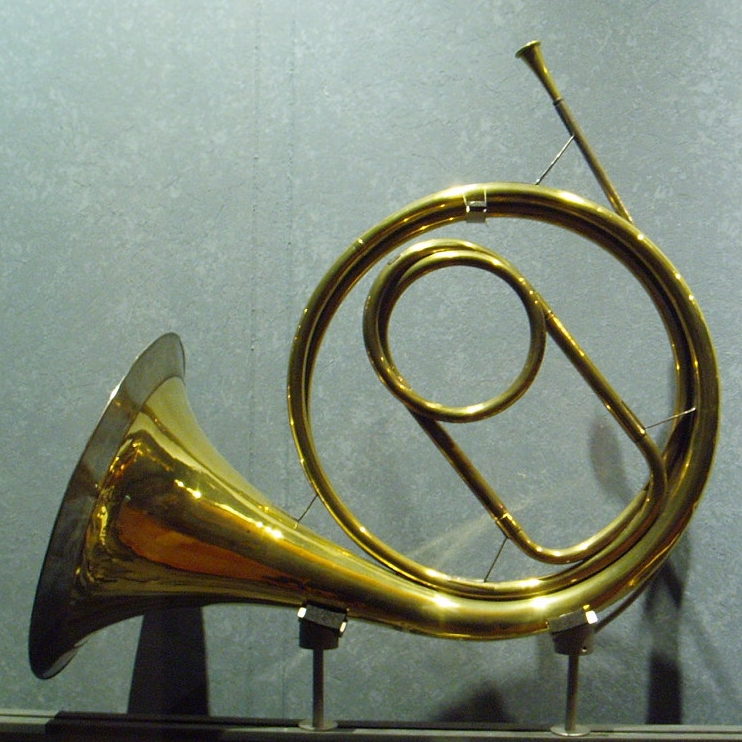
Cor Solo.

Le cor solo est une évolution du cor naturel à tons de rechange. Les tons ne sont plus insérés sur la branche d'embouchure mais directement au centre de l'instrument. Les tons ainsi fixés peuvent également servir de coulisse d'accord. Le cor solo est mis au point au milieu du XVIIIe siècle par le corniste Anton Haempel et par le facteur Dresdois Johann Werner. 
L'intérêt de cet instrument est d'avoir une plus grande rigidité de la branche d'embouchure et que celle-ci reste de longueur constante quel que soit le ton employé. Cet instrument est donc beaucoup plus commode à jouer que son prédécesseur, surtout debout. Il est donc préféré par les solistes et les concertistes, d'où son nom de cor solo. Le cor solo possède également l'avantage de ne plus avoir à retirer l'embouchure lors du changement de ton.

#### Les cors omnitoniques

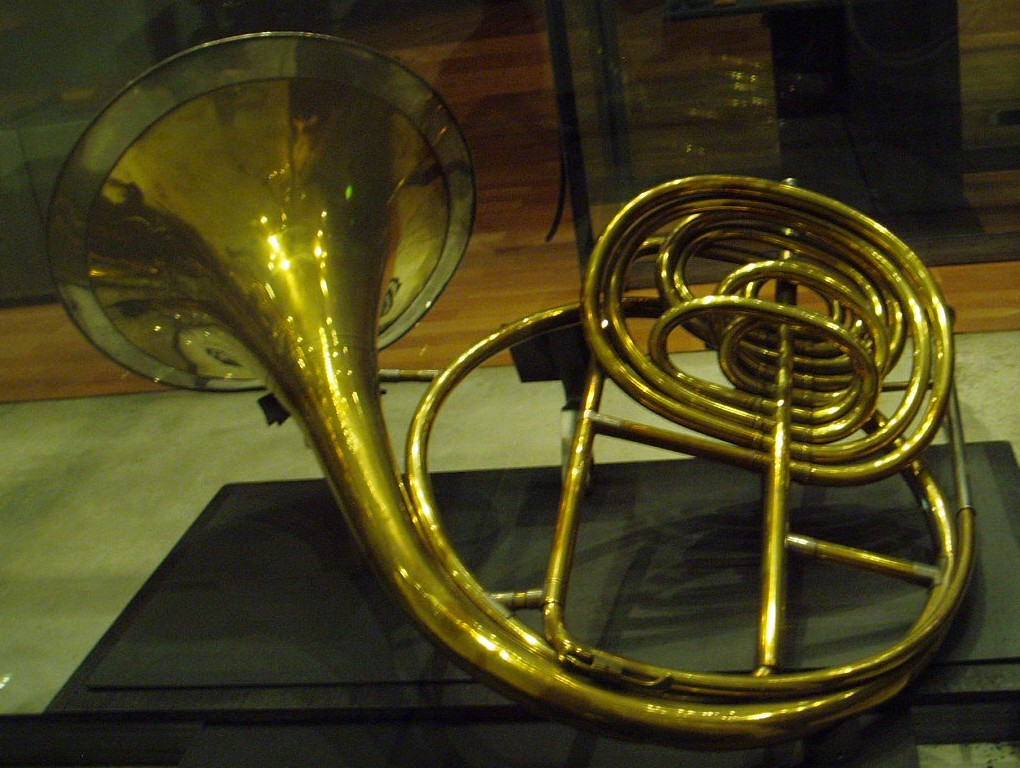
Cor omnitonique.

Le cor omnitonique est un cor d'invention sur lequel les tons de rechange ont été intégrés à l'instrument. Un tube mobile permet d'ouvrir le ton souhaité et de fermer les autres. Le changement de tonalité est donc facilité. En revanche, ce dispositif alourdit considérablement l'instrument et ne facilite donc pas forcément le jeu. Notons que l'esthétique en pâtit grandement.
Ces cors élaborés vers le premier quart du XIXe siècle illustrent les différentes recherches faites à cette époque pour affranchir le cor de ses limitations chromatiques naturelles.
Certains cors omnitoniques relèvent plus de la curiosité que d'un instrument de musique.

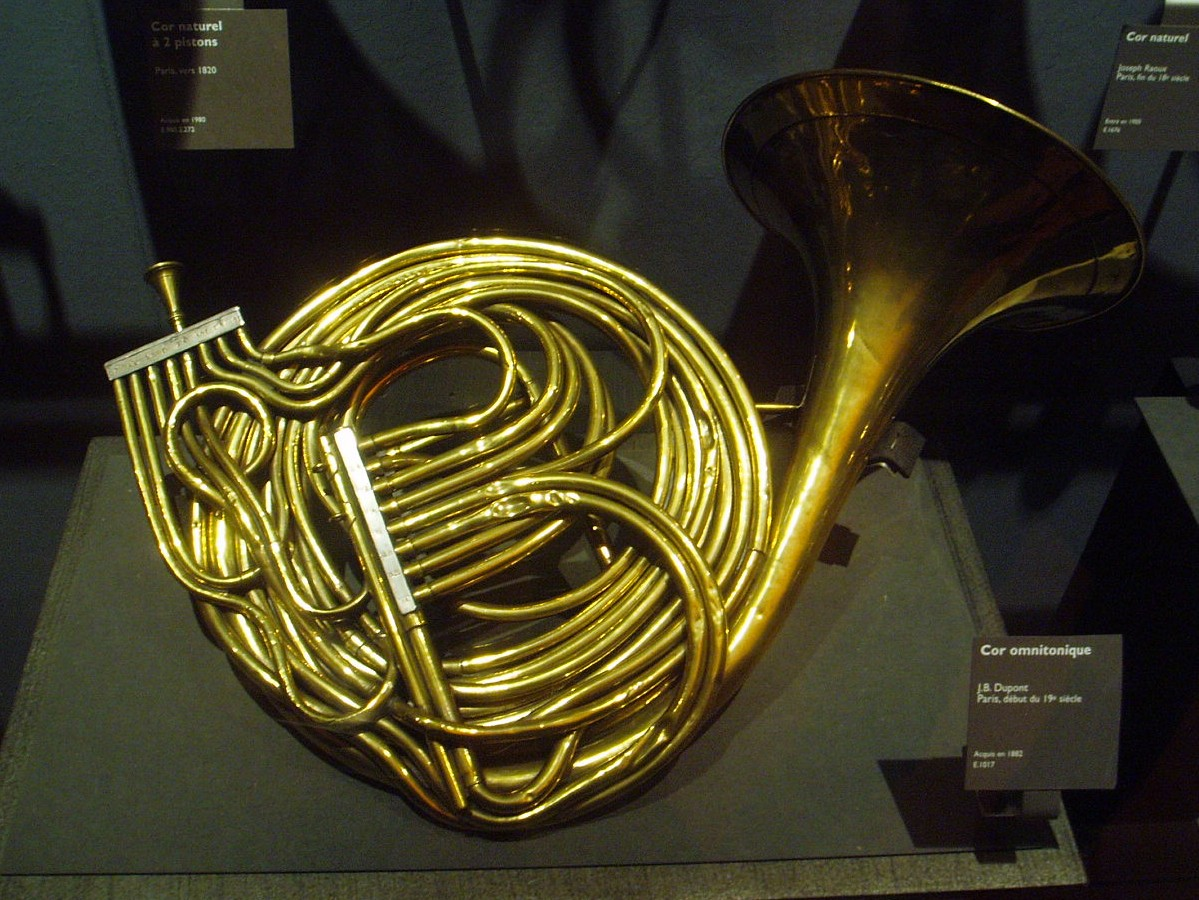
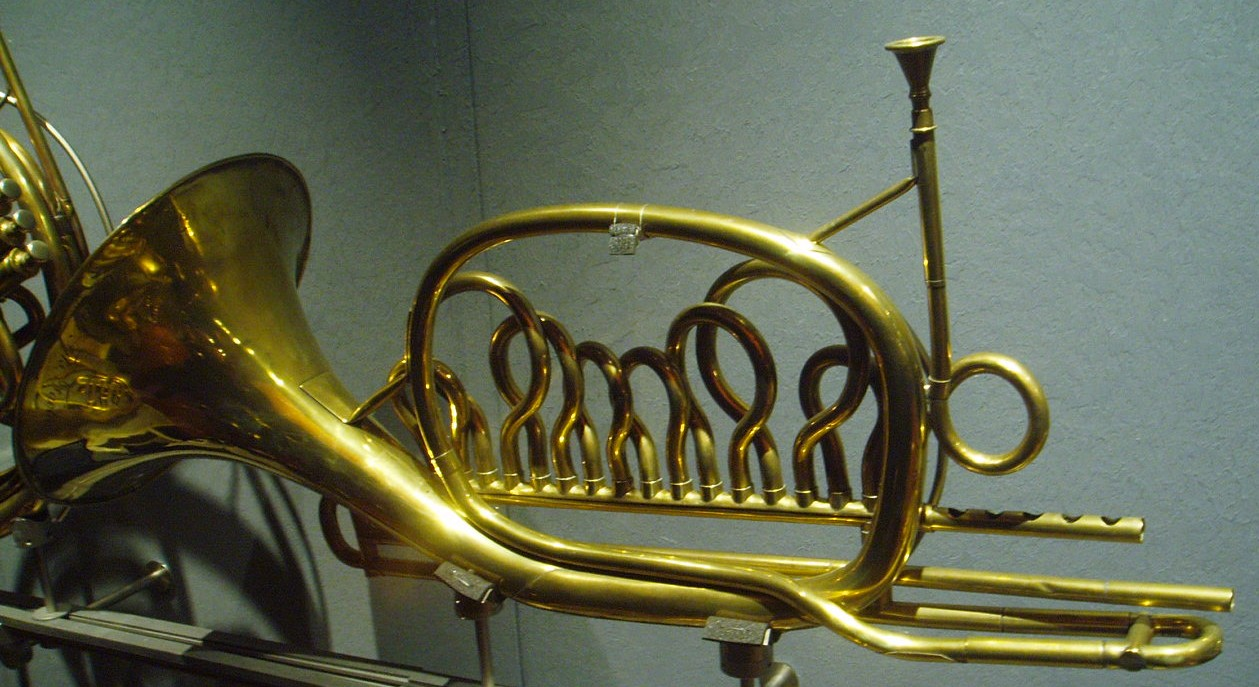
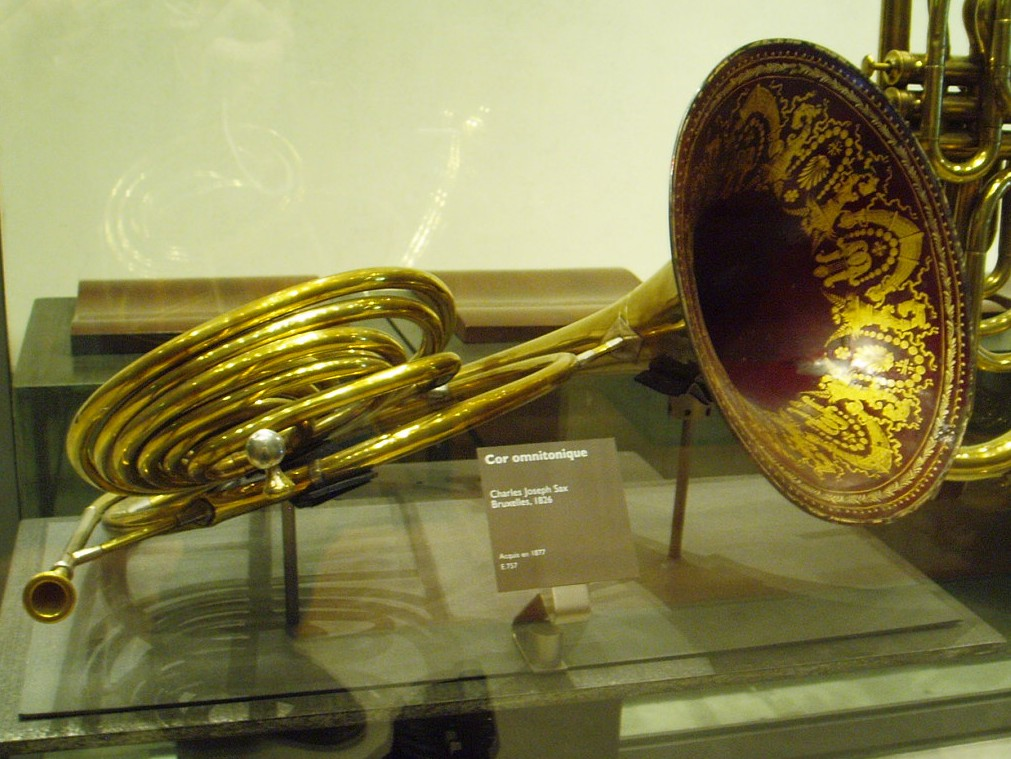

Les cors omnitoniques tomberont rapidement dans l'oubli à la suite de la découverte du piston en 1815 et sa diffusion à travers l'Europe.

### L’avènement du piston

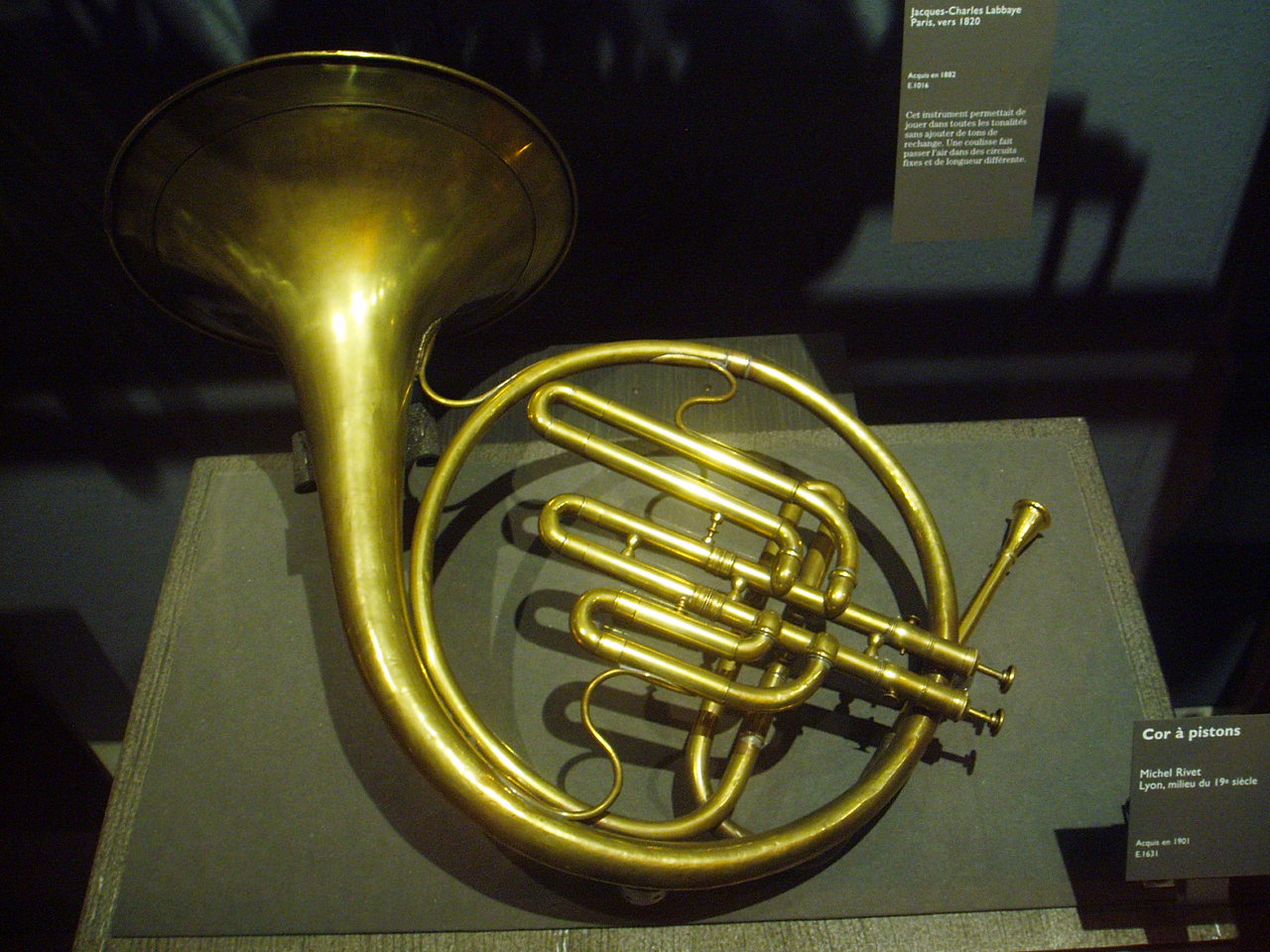
Cor à deux pistons.

Le cor d'invention à pistons est la première forme de cor à être dotée de pistons. La paternité de cette invention revient au corniste Heinrich Stölzel et au hautboïste Friedrich Blühmel en 1815. Stölzel propose le premier cor d'harmonie avec deux pistons (abaissant, respectivement, l'accord d'un demi-ton et d'un ton), actionnés par la main droite,. Le cor d'harmonie à deux pistons est presque chromatique (seules trois notes manquaient) sur une 22e diminuée (3 octaves et une quinte diminuée).
En 1819, le facteur A. F. Sattler, de Leipzig, rajoute un troisième piston (baissant l'accord d'un ton et demi), ce qui rend l'instrument parfaitement chromatique sur cet intervalle. Il existe aussi un 4me piston que l'on peut installer sur le cor et qui le transforme en cor en si bémol, autrement dit, cor double. Sattler installe également le mécanisme sur l'autre face de l'instrument, le remettant ainsi dans le même sens que les cors naturels. Les pistons actionnés par la main gauche laissent la main droite libre pour le bouchage, comme par le passé.
Une « guerre » commence alors entre les partisans du cor naturel comme Brahms, Weber et ceux du cor chromatique comme Schumann, Wagner. En France, le cor d'harmonie ne sera enseigné au Conservatoire de Paris qu'au début du XXe siècle.

## La famille des cors
Parmi les deux principales familles de cors que sont les cors naturels et les cors à pistons, ces derniers se déclinent en plusieurs variantes :
- cors d'harmonie :
  - cor simple en fa ou en si 
  - cor double en fa/si 
  - cor triple en fa/si /fa aigu
  - cor ascendant fa/si

- cor viennois
- tuba wagnérien
- cor d'invention à pistons

Ces instruments sont en métal, munis de pistons rendant l'instrument chromatique (partiellement voire complètement selon les modèles).
Le cor à pistons se dit valve horn en anglais, et ventilhorn en allemand. 

### Cor d'harmonie
Le cor d'harmonie est un synonyme de cor à pistons, mais usuellement, il désigne les cors modernes.

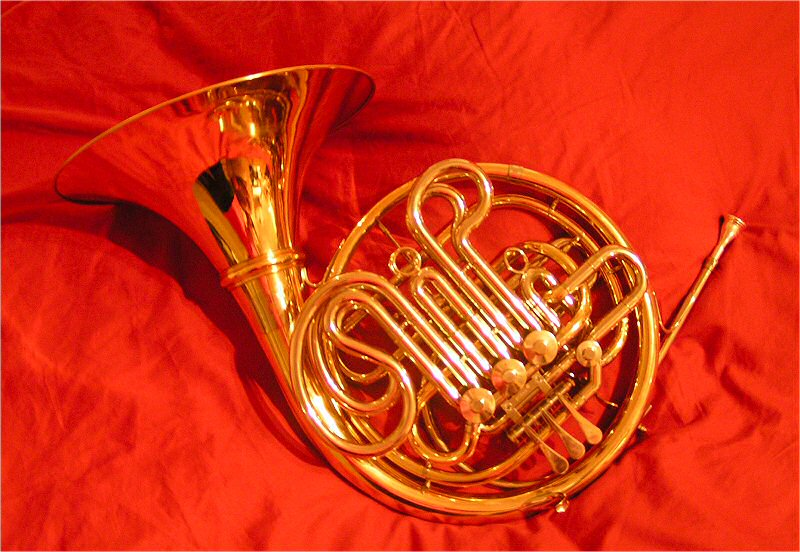
Cor double fa/si, pavillon dévissable, verni doré.

Le cor d'harmonie peut être considéré comme étant la forme la plus aboutie du cor. C'est en tout cas la plus répandue. Le cor d'harmonie est la forme de cor dont la pratique est aujourd'hui enseignée dans tous les conservatoires de musique.
Les Anglais le désignent toujours par French horn, par opposition au « cor anglais » (qui est en réalité un instrument de la famille des hautbois, dont le bec est courbé, donc avec un angle, « anglé »).
Bien qu'il soit de facture récente, c'est l'instrument utilisé par défaut pour jouer tout le répertoire du cor.
Il existe différents types de cor d'harmonie :
- le cor simple (3 pistons) (en fa, si  ou mi ) ;
- le cor double (4 pistons) (en fa/si ).

Le pouce se voit doté d'un 4e piston permettant de déplacer l'accord général de l'instrument d'une quarte. Suivant le goût des cornistes, l'action du pouce peut être ascendante ou descendante. Il s'agit d'une combinaison de deux cors simples, l'un en fa et l'autre plus aigu en si . Le cor double en fa/si  est le type de cor d'harmonie le plus fréquent.
Certains cors doubles sont en fa/la (pouvant être modifié en fa/si ).
Il existe également des cors doubles ascendants (fa/si ) qui ont un troisième piston ascendant. Ils sont plutôt rares de nos jours.
- le cor triple (5 pistons) (en fa/si /fa aigu)

Les 4e et 5e pistons sont actionnés alternativement par le pouce. Ils permettent d'obtenir un cor en fa aigu, à l'octave supérieure du cor simple en fa. Il s'agit d'une combinaison du cor double fa/si  et d'un cor plus aigu en fa.
L'utilisation du cor en fa aigu ne facilite pas le jeu dans l'aigu mais sécurise l'émission des notes dans ce registre (moins de risques de « taper à côté »).
La longueur maximale du tube avoisine les 14 mètres. Certains modèles ont le pavillon dévissable, ce qui en facilite le rangement et le transport. 
Les pistons sont rotatifs et actionnés par des palettes. À la différence de la plupart des instruments de la famille des cuivres, ils sont joués par la main gauche.

### Cor viennois

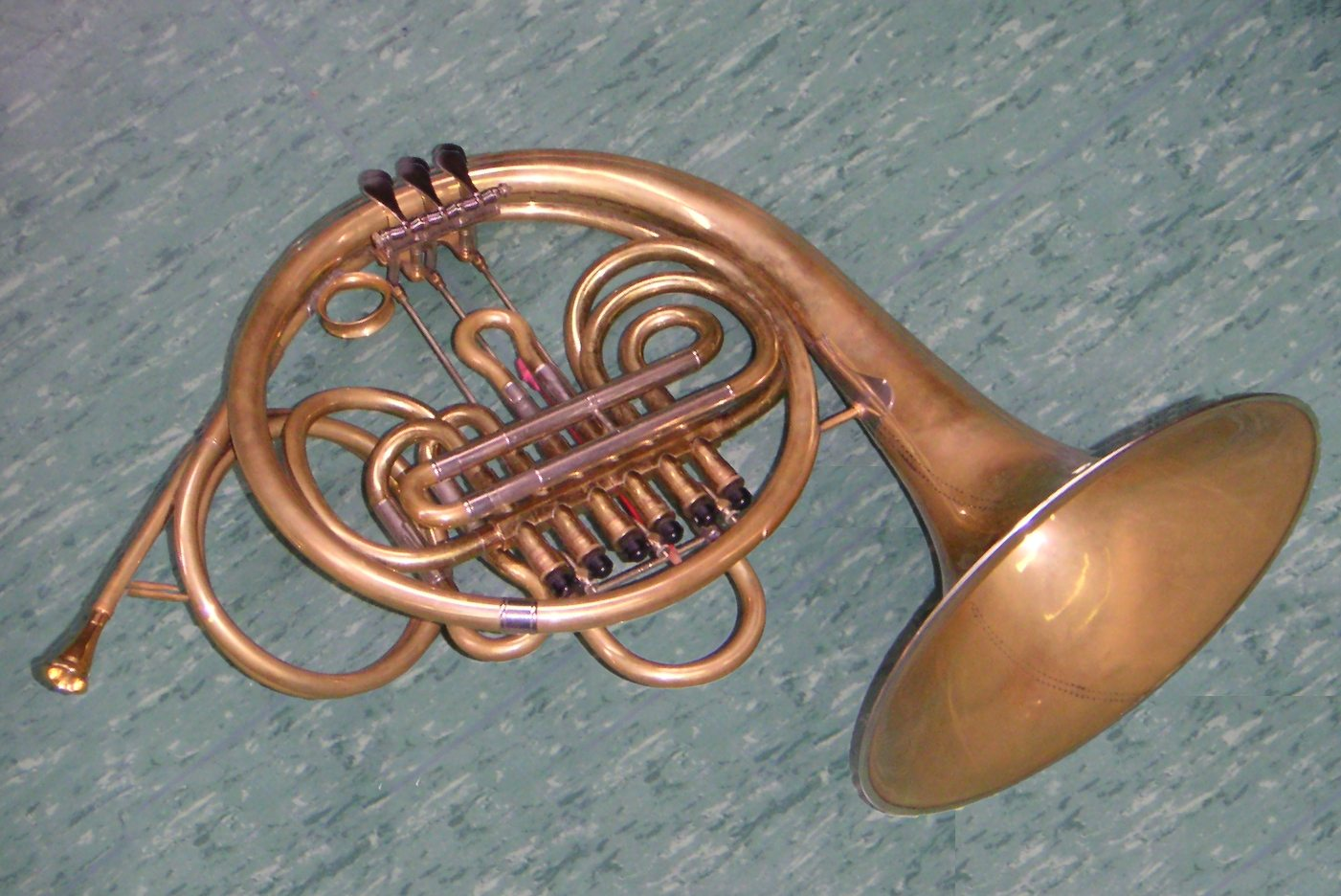
Cor viennois.

Cor chromatique, en usage quasi réservé à l'Orchestre philharmonique de Vienne. Il s'agit d'un cor simple en fa avec plusieurs particularités :
- des pistons qui lui sont propres : les pistons viennois.
- conservation du ton de fa, comme sur les cors naturels.

Par l'enroulement de son tube, le cor viennois est proche du cor naturel. Ceci tend à lui donner un timbre proche des anciens instruments naturels. C'est un très bon compromis entre le timbre du cor naturel et le chromatisme. C'est l'instrument idéal pour jouer le répertoire romantique avec une authenticité de timbre. Cependant, l'absence de système en si  le rend plus difficile dans le jeu des traits rapides et aigus que les autres cors chromatiques.

### Tuba wagnérien

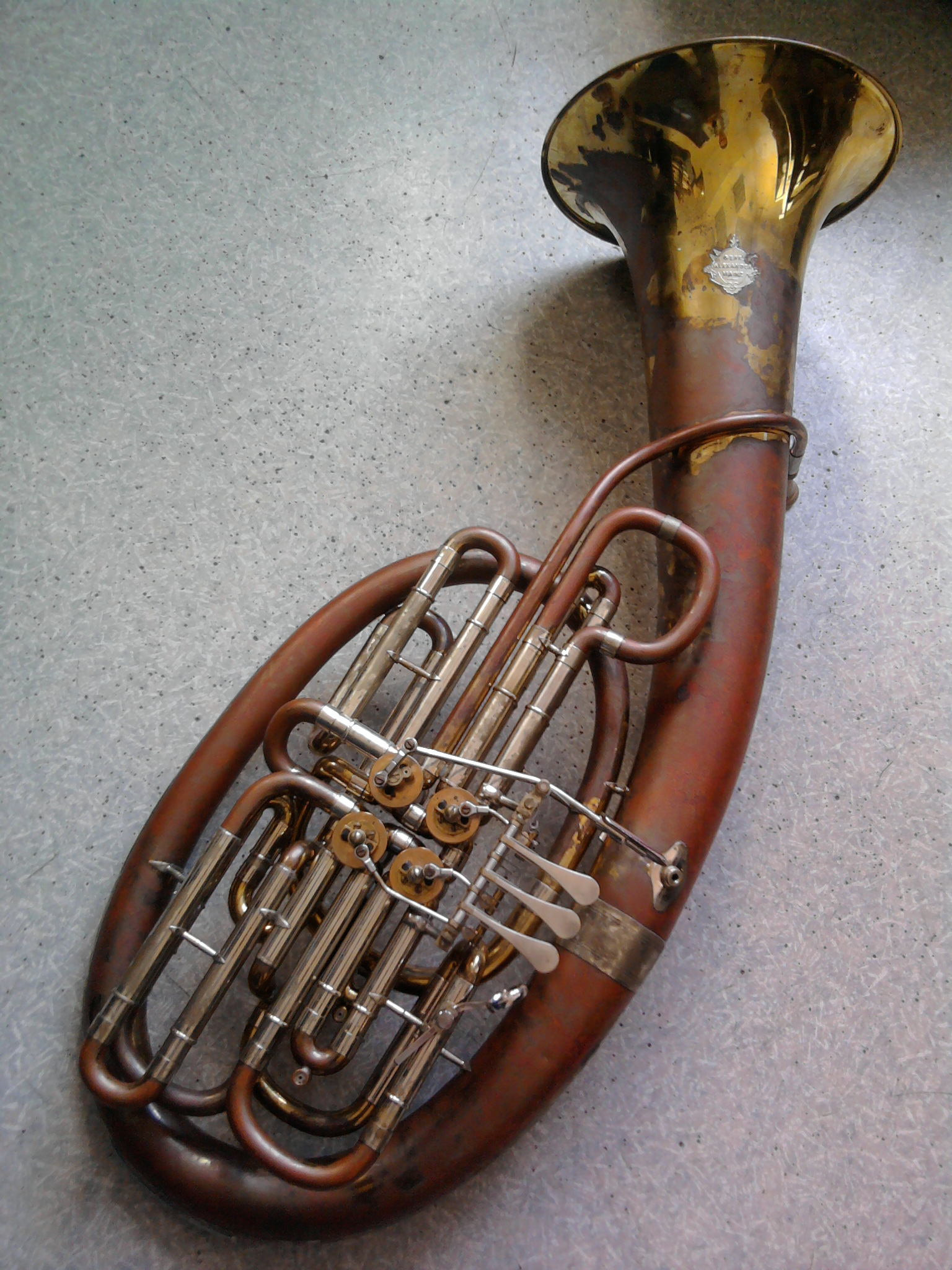
Tuba wagnérien Alexander.

Également appelé Wagner-tüben, Bruckner-tüben ou Horn-tüben, le tuba wagnérien est un instrument conçu à la demande de Richard Wagner par Adolphe Sax pour les besoins de la Tétralogie. Il s'agit en fait d'un cor à pistons enroulé à la manière d'un tuba, en un peu plus ovale. Son timbre rauque et sombre est une sorte de trait d'union entre celui du cor et celui du trombone. Instrument double en fa/si , les pistons étant à la main gauche comme pour le cor, il possède une embouchure de cor. Les tubas wagnériens sont joués par des cornistes.
Richard Strauss, Arnold Schönberg, Igor Stravinsky et surtout Anton Bruckner ont, par la suite, utilisé les tubas wagnériens.

### Cor d'invention
On appelle cor d'invention tous les cors postérieurs au cor baroque (« cor authentique »). À ce titre, tous les cors présentés ci-avant méritent d'être appelés ainsi mais il s'agit d'instruments dans une forme aboutie et finale. En effet, le qualificatif d'invention est plutôt réservé à la transition (250 ans) entre le cor baroque et le cor moderne. Parmi les cors d'invention, on distingue les cors d'invention à pistons et les cors d'invention sans piston, ou cors d'invention naturels.

## Glossaire illustré d'un cor moderne
1. Embouchure : Pièce en forme d'entonnoir, caractéristique des instruments de la famille des cuivres, sur laquelle le musicien pose les lèvres pour les faire vibrer.
2. branche principale ou branche d'embouchure : début du tube du cor sur lequel se fixe l'embouchure.
3. Patte d'oie (optionnel) : La patte d'oie permet de bloquer tout glissement de l'instrument dans la main, en prenant appui sur le côté de la main entre le pouce et l'index. Il existe un autre dispositif pour maintenir l'instrument : le crochet (voir ci-dessous). La patte d'oie n'est présente que sur les cors modernes.
4. Palettes : touches sur lesquelles le corniste pose ses doigts. Par un système de tringlerie, les palettes permettent d'actionner les pistons. Les palettes ne sont présentes que sur les instruments ayant des pistons rotatifs ou viennois.
5. Crochet (optionnel) : second dispositif, avec la patte d'oie, servant à tenir l'instrument. Il empêche l'instrument de glisser en le retenant avec l'auriculaire. L'apparition du crochet est plus ancienne que celle de la patte d'oie, et remonte aux premiers cors chromatiques.
6. Barillets : Pour être plus précis il s'agit de pistons rotatifs. Le barillet est la partie tournante du piston rotatif (non visible).
7. Clé d'eau (optionnel) : il s'agit du petit clapet permettant de vider l'eau rapidement (la salive qui se dépose tandis que vibrent les lèvres, ainsi que la condensation formée par le souffle au contact du métal). Il tient sans doute son nom par analogie avec les clés des clarinettes, hautbois et autres flûtes.

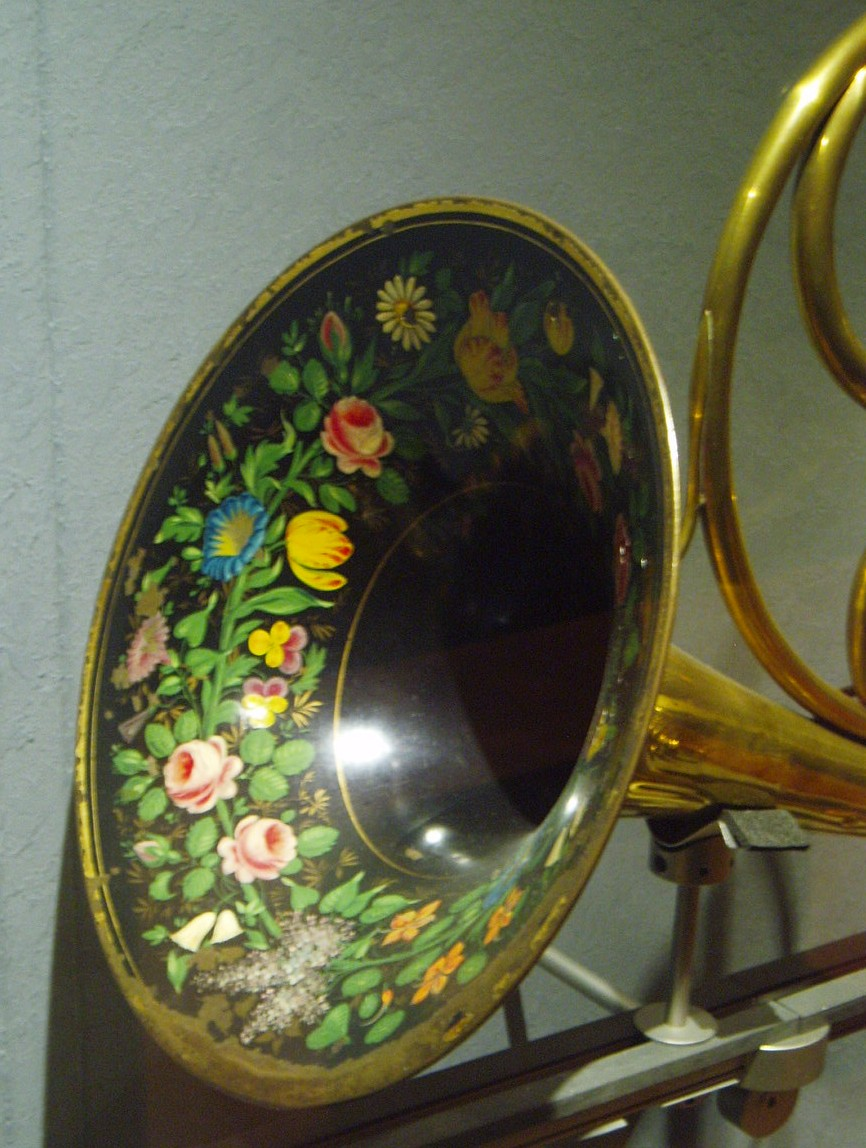
pavillon peint

8. pavillon peintTonnerre : Il s'agit du début du pavillon. Le tonnerre est donc l'endroit où le tube s'évase, c'est-à-dire là où la conicité du tube, jusque-là constante, se termine. Le diamètre du tonnerre joue sur le timbre de l'instrument.
9. Pavillon : Extrémité finale du tube par laquelle le son sort. Le pavillon permet d'amplifier le son. Certains pavillons peuvent être dévissables, ce qui facilite le rangement et le transport de l'instrument. Les pavillons peuvent être aussi décorés : 
  - d'une peinture à l'intérieur.
  - à l'extérieur par l'ajout d'une guirlande gravée.
10. Pompes : Section de tube amovible (pour affiner l'accord et pour vider l'eau), mise en jeu par l'ouverture des pistons. Elles sont au cor à pistons ce que les tons sont au cor naturel. À ne pas confondre avec les coulisses d'accord.
11. Coulisses d'accord : parties de tube mobiles permettant l'ajustement précis de la longueur du tube, c'est-à-dire de l'accord de l'instrument. Sur les cors naturels et sur les cors simples on ne trouve qu'une seule coulisse d'accord. Sur les cors doubles on en trouve soit :
  - trois : une coulisse pour l'accord général, une pour le cor en fa, une pour le cor en si 
  - deux : une pour le cor en fa, une pour le cor en si .
 À ne pas confondre avec les pompes

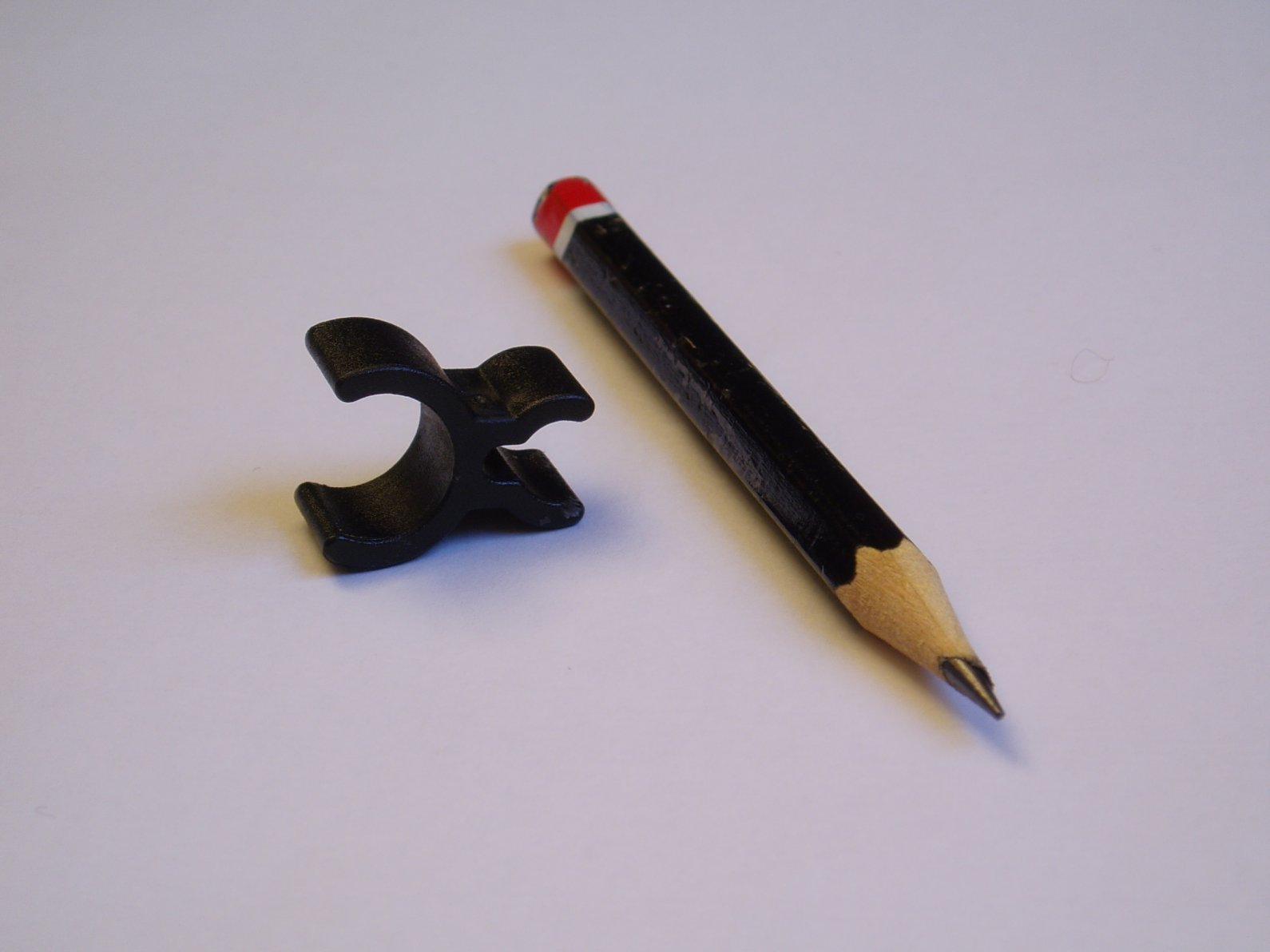
Porte crayon petit diamètre

12. Porte crayon petit diamètre Porte crayon (optionnel) : petit gadget récent mais bien pratique. Le porte crayon est une double pince en plastique noir qui, d'un côté, se fixe sur l'instrument et de l'autre coince le crayon. Il existe une version petit diamètre pour cors et trompettes et une version gros diamètre pour trombones et tubas.

## Technique de jeu
Deux manières de jouer du cor se sont affrontées au cours du XXe siècle:
- Celle, très facilement reconnaissable à son vibrato; qui fut représentée en France par Georges Barboteu et au Canada par Roger-Luc Chayer, par exemple. Les écoles française et russe furent particulièrement spécialisées dans le vibrato.
- Celle, plus anglo-saxonne, avec des notes tenues, sans vibrato.

Aujourd'hui, la manière « anglo-saxonne » est utilisée par la majorité des cornistes professionnels. Cependant, le style français avec vibrato est encore utilisé par des cornistes comme Peter Damm, Francis Orval, James Sommerville et Roger-Luc Chayer (Quintette National - Disques A Tempo).

### Tenue de l'instrument
Le cor peut être joué assis ou debout. La tenue de l'instrument est identique dans les deux postures et est quasiment inchangée suivant les différents types de cors.
La main gauche tient la branche principale au niveau de l'enroulement principal, et, le cas échéant, actionne les pistons. La main droite, elle, se loge dans le pavillon. Elle sert principalement à tenir l'instrument. Plus précisément : 
- sur un cor naturel, la main droite doit rester alerte pour le bouchage. La main gauche fixe porte donc un maximum du poids de l'instrument ;
- sur un cor chromatique, les doigts de la main gauche actionnent les pistons. La main gauche doit donc rester légère et non crispée. C'est donc la main droite, dans le pavillon, qui portera l'essentiel du poids de l'instrument, le jeu avec la main est en effet beaucoup plus rare.

Dans tous les cas, le rôle de la main gauche est de tenir l'instrument face à la bouche, sans écraser l'embouchure sur les lèvres. L'effort est donc plus vertical qu'horizontal.
Felix Klieser, né en 1991 sans bras, est un corniste professionnel qui présente la particularité rare de jouer assis en actionnant les palettes avec les orteils de son pied gauche.

### Harmoniques naturels
Le cor est soumis aux mêmes règles acoustiques que tous les instruments à embouchure. Par rapport aux notes de la gamme tempérée :
- les harmoniques 1, 2, 3, 4, 6, 8, 9, 12, 16 sont très justes
- les harmoniques 7, 11, 14 sont très bas
- l'harmonique 13 est très haut

Harmoniques du cor en fa :
Harmoniques du cor en si  (pour les cors doubles et triples) :
Harmoniques du cor en fa aigu (pour les cors triples) :

### Transpositions
Le cor est un instrument transpositeur, c'est même une de ses particularités les plus connues de l'orchestre. Actuellement, sur un instrument moderne chromatique et unique, la transposition ne se justifie plus pour le compositeur, qui écrit directement pour cor en fa. C'est un reste de l'époque où les pistons n'existaient pas encore.
À l'époque du cor naturel, le cor est un instrument à longueur fixe. Il répond donc à des règles acoustiques bien précises : il est condamné à ne jouer que les harmoniques du ton dans lequel il a été réglé.
Il apparaît alors bien plus simple pour le musicien de lui écrire sa partition de façon relative et non de façon absolue : c'est-à-dire lui écrire les notes de la gamme harmonique de do et de lui indiquer la tonalité du morceau. Ainsi le corniste lit toujours do-mi-sol, et on entend ré-fa -la pour un cor en ré, mi -sol-si  pour un cor en mi , etc.
Lors de l'apparition de la technique des sons bouchés, la transposition devient indispensable. Le problème qui se pose alors au corniste est le même que celui qui se pose au clarinettiste face à ses clarinettes en la, si  et ut : pour un même doigté, on entend respectivement un la, un si  ou un do. Face à une même partition, changer d'instrument revient à étudier trois instruments différents avec un risque de confusion. Le plus simple est de fixer un doigté pour un nom de note écrit, même si cette note change à l'oreille. Il suffit que le compositeur prenne en compte cette contrainte. Pour résumer, étudier ces trois cors revient donc à n'en étudier qu'un. 
Pour le corniste il en est de même en considérant le bouchage comme un doigté.
Actuellement, il y a deux écoles de pensée parmi les cornistes : ceux qui « pensent en fa » (la majorité des cornistes) et ceux qui « pensent en ut ». Les premiers lisent un do, écrit en clé de sol sur la partition, et jouent un fa. Les seconds lisent un do sur la partition et jouent un do, ce qui leur procure l'avantage de jouer la note réelle, à condition de lire la partition en clé d'ut 2.
Pour les œuvres écrites à l'époque du cor naturel, en fonction des tonalités, les cornistes utilisant le cor d'harmonie (en Fa) lisent les partitions dans les clés indiquées dans le tableau suivant :
| Transposition | Cor naturel | Pensée en fa | Pensée en ut |
| ------------- | ----------- | ------------ | ------------ |
| Ut            | clé de sol  | clé de fa 3  | clé de sol   |
| Ré            | clé de sol  | clé d'ut 1   | clé d'ut 3   |
| Mi            | clé de sol  | clé d'ut 4   | clé de fa    |
| Fa            | clé de sol  | clé de sol   | clé d'ut 2   |
| Sol           | clé de sol  | clé d'ut 3   | clé de fa 3  |
| La            | clé de sol  | clé de fa    | clé d'ut 1   |
| Si            | clé de sol  | clé d'ut 2   | clé d'ut 4   |

On comprend donc pourquoi les transpositions demandent aux cornistes de bonnes connaissances en lecture de clés.

### Doigtés
Il ne s'agit pas ici de présenter les doigtés pour chaque note, mais de montrer le principe de l'organisation des pistons sur les instruments actuels descendants (l'action du piston rallonge la longueur du tube et baisse donc l'accord de la note fondamentale). Cette logique est également valable pour les trompettes et les tubas.
- Aucun piston: pas de changement de l'accord de l'instrument (qui reste donc en Fa)

- Le premier piston (1) (actionné par l'index) permet de baisser d'un ton l'accord général de l'instrument.
- Le second piston (2) (actionné par le majeur) permet de baisser d'un demi-ton l'accord général
- Le troisième piston (3) (actionné par l'annulaire) permet de baisser d'un ton et demi l'accord général

Puisque pour le cor, la longueur à vide correspond à la longueur de son équivalent naturel (ce qui n'est plus le cas de la trompette chromatique), en combinant ces doigtés élémentaires, on s'aperçoit qu'un cor double en fa/si  permet d'avoir sur un seul instrument tous les cors naturels. Il s'agit donc bien de l'aboutissement du cor omnitonique. Le tableau suivant récapitule tout cela.
| Les doigtés                  | Tonalité obtenue à partir du cor en fa | Tonalité obtenue à partir du cor en si |
| 0                            | fa                                     | si                                     |
| 2                            | mi                                     | la                                     |
| 1                            | mi                                     | la                                     |
| 1+2 (juste) ~ 3 (un peu bas) | ré                                     | sol                                    |
| 2+3                          | ré (do )                               | sol (fa )                              |
| 1+3 (très haut)              | do                                     | fa                                     |
| 1+2+3 (très haut)            | si                                     | mi                                     |

On note effectivement que 1+2~3, que 1+3 est faux et que 1+2+3 l'est encore plus. Cela est dû aux mêmes principes qui font que le cor naturel est limité aux harmoniques.
Rappelons que, dans le cas des instruments à embouchures et à longueur fixe, la longueur d'onde de la fondamentale vaut deux fois la longueur du tube.
On voit donc que la longueur de tube à ajouter à l'instrument pour le faire baisser d'un demi-ton dépend de la longueur de l'instrument, et que plus le tube est long plus la longueur additionnelle sera longue. 

### Correction labiale
Technique visant à corriger la justesse de certaines notes, voire à jouer des notes qui ne sont pas émises naturellement par l'instrument, en modulant légèrement la fréquence de vibration des lèvres.
Les lèvres peuvent vibrer de façon continue sur une large plage de fréquence. On s'en rend bien compte lorsque le corniste joue avec l'embouchure seule. L'instrument, un résonateur mécanique, filtre les fréquences émises par les lèvres et ne laisse passer, avec amplification, que les fréquences de résonance (les notes de la gamme harmonique). On peut toutefois s'écarter de ces fréquences de résonance sans trop perdre en amplitude sonore. On peut au mieux, et sur certaines harmoniques seulement, atteindre le quart voire le demi-ton.
Cette technique était très étudiée avant l'apparition des pistons sur le cor moderne. Elle est combinée avec les méthodes de bouchage pour étendre les possibilités de l'instrument.
Un exemple remarquable se trouve chez Beethoven dans sa septième symphonie, partie centrale du scherzo : pendant 26 mesures, le cor joue à découvert les notes sol (grave)-fa#

### Sons couverts
À l'instar de la correction labiale, les sons couverts permettent de corriger les harmoniques naturelles fausses ou d'obtenir des notes non naturelles. Découverte attribuée au corniste Hampel, la technique dite de "la couverture" baisse la note d'un demi-ton au maximum. Plus la main couvre le pavillon, plus la note baisse. Au plus profond de la couverture, les bords de la paume de la main sont parfaitement accolés au pavillon, l'air s'échappant par les doigts. Cette technique étend les possibilités de l'instrument bien plus que la correction labiale ; la couverture est donc devenu indissociable de l'étude du cor naturel. Cette technique a été popularisée par les cornistes Jan Vaclav Stich, dit Giovanni Punto, et Joseph Leutgeb.
La couverture modifie le timbre de l'instrument : on parle de sons couverts et de sons ouverts, différents à l'oreille. Selon la nuance et selon le registre, la couverture ternit la note ou la cuivre. L'art du corniste sur cor naturel est donc d'avoir autant que possible un son homogène, cor ouvert ou cor couvert.
La couverture permet de corriger la justesse de certaines notes, le plus souvent graves, émises avec un cor chromatique. L'adoption des pistons sur le cor moderne n'a effectivement pas supprimé tous les problèmes de justesse du cor. Le plus souvent le corniste se réfère alors à un doigté de substitution, bas, pour corriger la note.
Il ne faut pas confondre la technique de la couverture avec celle du bouchage ; là où la couverture ternit la note (ou la cuivre selon la nuance), le bouchage donne au cor d'autres couleurs. Ainsi sur un cor chromatique, les sons bouchés servent à la création d'effets divers :
- écho lointain
- son cuivré très marqué
- wah-wah de jazz

Sur une partition de cor les passages à jouer « bouché » sont indiqués par le signe +, et se terminent par un °. Souvent l'indication est écrite en toutes lettres. 
La technique du bouchage modifie la hauteur de la note d'une façon différente de celle de la couverture; le corniste doit donc penser et jouer la note écrite tout en appliquant le doigté de la note adjacente, d'un demi-ton supérieur.
Certains cors, comme des modèles Alexander, proposent un piston supplementaire au niveau du pouce permettant de compenser cette perte d'un demi-ton et de continuer à jouer les notes écrites sur la partition.

### Sons cuivrés
Lorsque la nuance à interpréter devient très forte (à partir de fortissimo), le timbre du cor peut devenir cuivré. On entend en quelque sorte le métal vibrer.
En théorie, le timbre du cor n'est pas celui des vibrations des lèvres uniquement, mais un mélange entre les vibrations des lèvres et celles du métal. La vibration des lèvres grâce à l'instrument a des amplitudes de résonance qui couvrent le bruit du métal. De même que pour les cymbales, le spectre inharmonique du métal possède de nombreux partiels (= "harmoniques" irrégulièrement réparties), principalement dans les fréquences élevées. Dans les nuances fortes, l'amplitude de ces partiels devient suffisamment important pour être entendue.
Le bouchage favorise l'apparition des sons cuivrés.
Il n'est pas bon qu'un cor cuivre dans des nuances trop faibles. Ce défaut peut être lié au vernis du pavillon, à une soudure ayant lâché, mais surtout aux procédés de fabrication de l'instrument. Les instruments dont le pavillon a été embouti ont tendance à cuivrer dans des nuances plus faibles que les instruments fabriqués traditionnellement.
Les sons cuivrés peuvent aussi être obtenus plus "tôt" avec les lèvres. La technique consiste à diminuer la tension des lèvres pour permettre de plus amples vibrations. Il est d'ailleurs plus facile de produire des sons cuivrés dans le grave justement parce qu'en jouant dans ce registre, le corniste est obligé d'être souple dans la manière de jouer.
Il existe aussi la technique du "cul de poule". L'idée est de faire prendre aux lèvres de l'instrumentiste la même forme que s'il sifflait (sans les doigts). L'inconvénient est qu'en mettant les lèvres dans cette position, le corniste perdra énormément de précision dans l'aigu et de contrôle sur l'arrivée du son.

### Sourdine

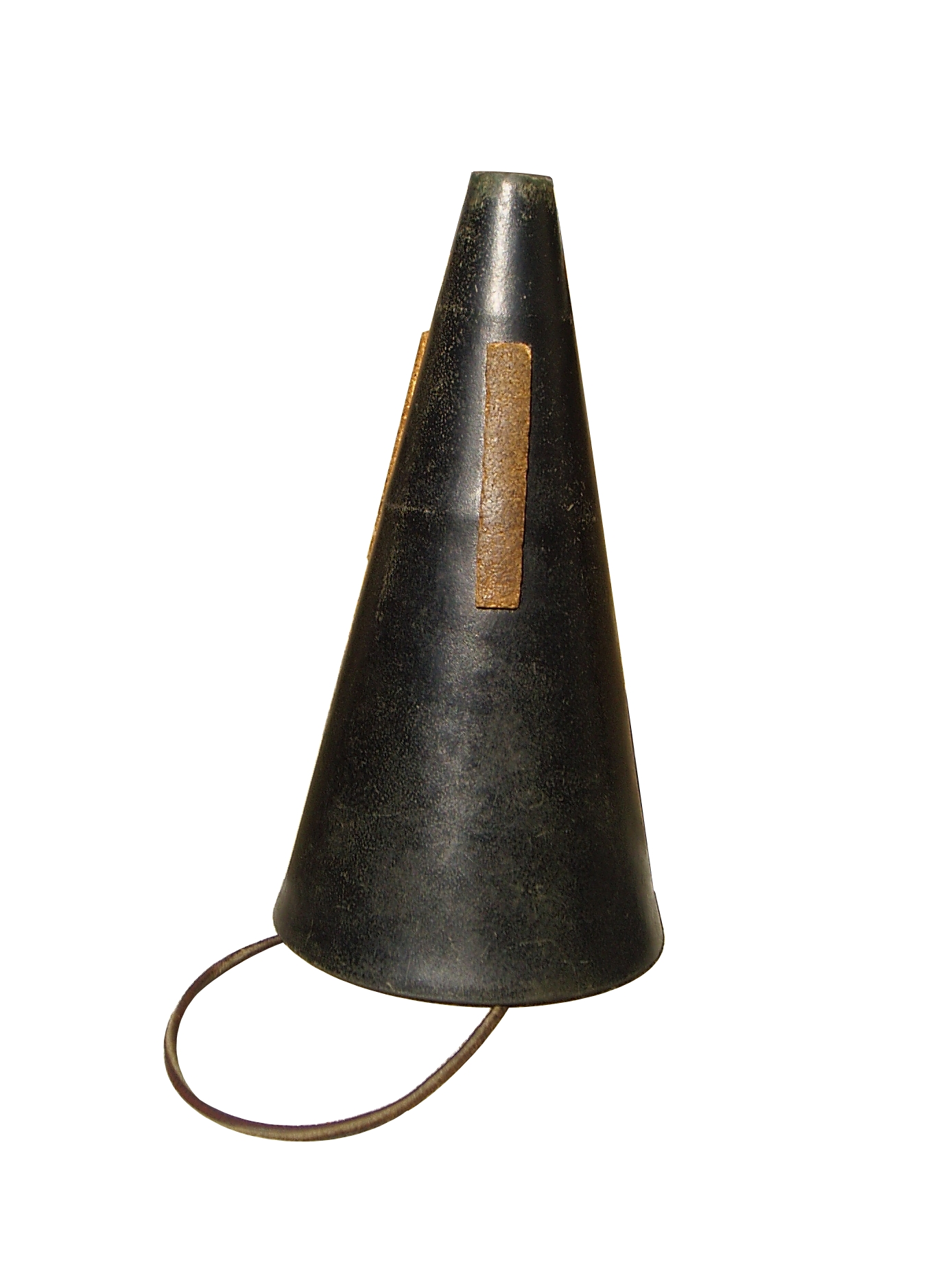
Sourdine de cor.

La sourdine a pour but à la fois d'atténuer le son et d'en modifier le timbre, sans modifier la hauteur du son.
À quelques exceptions près, le cor n'utilise qu'un seul type de sourdine : la sourdine sèche.
La sourdine du cor possède souvent une lanière formant une boucle dans laquelle le musicien passe la main. Cela permet d'avoir la sourdine à portée de la main pendant le jeu (elle pend sous le poignet) et de gagner du temps à sa mise en place dans le pavillon ainsi qu'à son retrait.
Certaines sourdines possèdent un dispositif d'accord interne.

La société Yamaha produit une sourdine amplifiée « silent brass » destinée à étouffer complètement le son sortant du pavillon et à le restituer électroniquement par un casque audio, permettant ainsi de jouer sans déranger le voisinage.

### Sons multiphoniques
Phénomène acoustique difficile à obtenir. En jouant une note grave tout en chantant, dans la seconde octave supérieure, une tierce, une quinte, une sixte ou une septième, l'interférence entre ces fréquences produit une troisième note qui, par interférence avec la fréquence basse, peut aussi produire une autre note. Les notes artificielles se situent entre les deux notes réellement émises.
L'exemple orchestral le plus connu est la cadence du concertino pour cor et orchestre de Carl Maria von Weber :
Les sons multiphoniques sont rares et les exécutants se risquent rarement à cet exercice difficile.

### Méthodes
Liste non exhaustive 
- Dauprat (vers 1825) ;
- F. Duvernoy, Meifred ;
- H. Kling (1911).

## Anecdotes
Le Livre Guinness des records 2007 a classé le cor d'harmonie parmi les deux instruments de musique les plus difficiles à jouer (l'autre étant le hautbois).

## Fabrication

### Principaux facteurs de cors d'harmonies en activité
- Alexander[10]
- Engelbert Schmid[11]
- Conn[12]
- Hans Hoyer[13]
- Holton[14]
- Jungwirth
- King[15]
- Paxman[16]
- Yamaha[17]